# Salvatore Joseph Cordileone
Salvatore Joseph Cordileone (San Diego, 5 giugno 1956) è un arcivescovo cattolico statunitense, dal 27 luglio 2012 nono arcivescovo metropolita di San Francisco.
Cordileone è divenuto particolarmente noto per la sua opposizione ai matrimoni tra persone del medesimo sesso ed alle relative adozioni da parte di coppie omosessuali.
Teologo conservatore, è noto per essere stato tra i primi vescovi a celebrare la messa secondo il rito di San Pio V dopo il motu proprio di papa Benedetto XVI nonché uno dei più fervidi contestatori del motu proprio Traditionis custodes di papa Francesco.

## Biografia

### Formazione e ministero sacerdotale
Nato a San Diego, in California, figlio di emigrati italiani, ha frequentato la Crawford High School tra il 1971 e il 1974. Presso l'Università di San Diego ha conseguito, nel 1978, la laurea in Filosofia per poi trasferirsi a Roma, dove si è laureato il Sacra Teologia nel 1981 presso la Pontificia Università Gregoriana.
Viene ordinato sacerdote dal vescovo Leo Thomas Maher il 9 luglio 1982 ed è vicario parrocchiale presso la parrocchia di San Martino di Tours a La Mesa fino al 1985, quando torna alla Gregoriana per conseguire il dottorato in diritto canonico nel 1989. Al suo ritorno alla Diocesi di San Diego, è segretario del vescovo Robert Brom e giudice del locale tribunale ecclesiastico fino al 1990, quando diviene vicario giudiziale aggiunto e quindi parroco della parrocchia di Nostra Signora di Guadalupe a Calexico (1991-1995).
Nell'estate del 1995 torna ancora a Roma per lavorare come assistente presso il Supremo Tribunale della Segnatura Apostolica, quindi nel 1999 è elevato a Cappellano di Sua Santità.

### Ministero episcopale
Il 5 luglio 2002 è nominato vescovo ausiliare di San Diego e Vescovo titolare di Natchez da papa Giovanni Paolo II. Riceve la consacrazione episcopale il 21 agosto 2002 per l'imposizione delle mani del vescovo Robert Henry Brom, co-consacranti i vescovi Raymond Leo Burke e Gilbert Espinosa Chávez.
Il 23 marzo 2009 è nominato quarto vescovo di Oakland da papa Benedetto XVI in luogo di Allen Henry Vigneron, promosso a Detroit nel mese di gennaio. Prende possesso della diocesi il successivo 5 maggio. Il 20 settembre 2009, celebrò una messa pontificale nella forma 1962 del rito romano nella chiesa di Saint Margaret Mary a Oakland, dove tale forma non era stata usata dal 1969.
Il 27 luglio 2012 è promosso arcivescovo metropolita di San Francisco. La nomina di Cordileone, e l'accettazione delle dimissioni del suo predecessore, l'arcivescovo George Hugh Niederauer, vennero entrambe annunciate il 27 luglio a Washington, D.C., dall'arcivescovo Carlo Maria Viganò, nunzio apostolico negli Stati Uniti d'America. Cordileone ha preso possesso dell'arcidiocesi il 4 ottobre 2012, festa patronale di San Francesco d'Assisi nella Cattedrale dell'Assunzione di San Francisco.
Fedele alla dottrina cattolica di sempre, Cordileone è uno dei diciassette vescovi degli Stati Uniti ad aver firmato la "Dichiarazione di Manhattan", un documento che riafferma la netta opposizione al matrimonio omosessuale, l'aborto e il suicidio assistito.
Più volte ha celebrato la messa secondo la forma 1962 del rito romano. Nel giorno della pubblicazione del motu proprio Traditionis custodes di papa Francesco, che dichiarò che è esclusiva competenza del vescovo diocesano autorizzare l'uso del Missale Romanum del 1962 nella diocesi, seguendo gli orientamenti dalla Sede Apostolica, disse che "la Messa tradizionale in latino continuerà ad essere disponibile qui nell’Arcidiocesi di San Francisco e fornita in risposta ai legittimi bisogni e desideri dei fedeli".
Il 14 novembre 2018, nell'Assemblea Generale della Conferenza Episcopale degli Stati Uniti tenutasi a Baltimora, venne eletto quale successore dell'arcivescovo Charles Joseph Chaput di Philadelphia come presidente della commissione per il laicato, il matrimonio, la famiglia e la gioventù, giunto a pari merito (125 voti ciascuno) con il vescovo John Doerfler della diocesi di Marquette, ma Cordileone venne favorito in quanto il più anziano tra i due in ordine di consacrazione.
Parla correttamente l'inglese, lo spagnolo, l'italiano e il latino.

## Posizioni

### Opposizione ai matrimoni tra persone dello stesso sesso

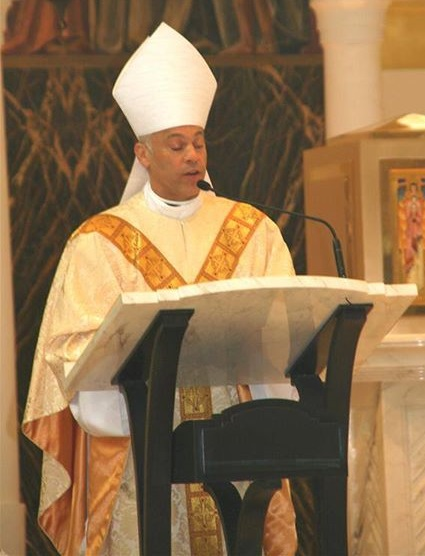
Cordileone durante un'omelia

Oppositore ad alta voce dei diritti gay e del matrimonio tra persone dello stesso sesso, Cordileone è stato tra coloro che hanno abbozzato la Proposition 8 nel 2008, un emendamento alla costituzione della California per definire il matrimonio come unione tra un uomo e una donna, raccogliendo anche dei fondi sostanziosi per questa causa. L'arcivescovo ha dichiarato: "Può esservi solo un'idea di matrimonio... se questa possa essere considerata bigotta, si vedranno i nostri diritti spazzati via come già sta accadendo." In un'intervista all'USA Today il 21 marzo 2013 relativamente alla decisione sulla Proposition 8 ancora pendente presso la Corte Suprema, Cordileone dichiarò la sua contrarietà ai matrimoni tra persone del medesimo sesso, dicendo che questo sarebbe un danno per i bambini. Cordileone ha personalmente contribuito con la somma di 13.000 dollari in supporto alla Proposition 8.
Nel 2009, Cordileone è stato tra i diciassette vescovi statunitensi a siglare la Dichiarazione di Manhattan, un documento di netta opposizione ai temi del matrimonio tra persone del medesimo sesso, all'aborto ed al suicidio assistito.
Cordileone ha preso parte nel giugno del 2014 alla Marcia per il Matrimonio a Washington DC. La stampa cattolica e conservatrice l'ha definita una vera e propria marcia in difesa del matrimonio tradizionale. Ad ogni modo secondo altre fonti la marcia era diretta a criticare i matrimoni tra persone dello stesso sesso. L'evento venne organizzato dalla National Organization for Marriage e tra i suoi sponsor figuravano: Concerned Women for America, The Family Leader, The Heritage Foundation, Human Life International ed il Family Research Council.
Prima dell'evento, almeno 80 capi religiosi e presidenti di associazioni locali (tra cui il sindaco di San Francisco) avevano raccolto una petizione di 30.000 firme per chiedere a Cordileone di non prendere parte all'evento pubblico, invitandolo a non condividere il "podio di chi aveva ripetutamente denigrato lesbiche, gay, bisessuali e transessuali". Lo speaker della Camera dei Rappresentanti degli Stati Uniti, Nancy Pelosi, scrisse anch'essa al vescovo consigliandogli di non prendere parte alla marcia. Cordileone rispose a questi inviti con una lettera nella quale dichiarava che la marcia fosse assolutamente anti-nulla, ma anzi pro-matrimonio, un'affermazione del "gran bene che due metà possono fare insieme all'umanità così che uomo e donna si uniscano e abbiano dei figli". Cordileone prese quindi parte all'evento.

### Opposizione alla legge per l'impiego dei LGBT
Il 20 giugno 2014, assieme ad altri membri della Conferenza dei Vescovi Cattolici degli Stati Uniti, Cordileone si è espresso sulla notizia dell'intenzione del presidente statunitense Barack Obama di varare una legge specifica per l'impiego dei LGBT, di modo da porre fuorilegge la discriminazione delle assunzioni nei contratti sulla base dell'orientamento sessuale o dell'identità di genere. Secondo le critiche appoggiate da Cordileone tale legge avrebbe obbligato gli imprenditori a violare le loro personali credenze religiose. Gli stessi vescovi hanno pubblicato il 17 luglio 2014 una nota nella quale spiegavano ancor meglio la loro opposizione alla proposta di legge dicendo che tale proposta "non è per proteggere le persone, ma il comportamento" e "gli usi della forza della legge per costringere ciascuno ad accettare una problematica profonda per comprendere la sessualità umana ed il comportamento sessuale da condonare in tal maniera".

## Controversie

### Guida in stato di ebbrezza
Poco dopo la sua installazione come arcivescovo il 26 agosto 2012, Cordileone venne arrestato per guida in stato di ebbrezza ad un blocco di polizia a San Diego. Sua madre e un sacerdote in visita dalla Germania si trovavano con lui nell'auto che stava guidando. L'ufficiale che formalizzò l'arresto disse che Cordileone "pur essendo un guidatore ovviamente alterato, si dimostrò comunque cordiale e cortese. Non era definibile un ubriaco violento." Cordileone trascorse il resto della notte in custodia. In una dichiarazione del giorno successivo, ha chiesto pubblicamente scusa per l'accaduto. Gli venne chiesto di comparire davanti ad una corte, ma ad ogni modo Cordileone ammise la propria colpevolezza per ridurre il carico pendente. Venne liquidato col pagamento di una multa, ma venne altresì costretto a frequentare per tre mesi un corso promosso dall'associazione Mothers Against Drunk Driving presso la motorizzazione locale.

### Richiesta di dimissioni
Nel febbraio del 2015 l'arcivescovo ha invitatato ufficialmente tutti gli insegnanti cattolici della sua arcidiocesi, come pure gli impiegati del medesimo settore, a mantenere una condotta nella loro vita pubblica, tale da non opporsi apertamente alla dottrina morale della Chiesa. Il democratico Phil Ting di San Francisco e Kevin Mullin di San Mateo hanno immediatamente risposto a questa lettera pubblica con un'ulteriore lettera pubblica siglata dai rappresentanti delle quattro principali scuole cattoliche delle contee di San Francisco, San Mateo e Marin, chiedendo all'arcivescovo di ritirare quelle che vennero definite una serie di "clausole discriminatorie sulla moralità". Cordileone rispose dicendo di "rispettare i diritti di coloro che professano una missione e di esigere il medesimo rispetto". Phil Ting e Kevin Mulin chiesero quindi l'apertura di un'indagine per sondare le condizioni di lavoro nelle scuole amministrate dall'arcidiocesi di San Francisco, in particolare sugli effetti della proposta morale emanata dall'arcivescovo.
Il 16 aprile 2015, più di 100 cittadini hanno firmato un appello pubblico sulla pagina del San Francisco Chronicle appellandosi a papa Francesco affinché sostituisse Cordileone come arcivescovo dell'arcidiocesi di San Francisco, in particolare obiettando le facili stigmatizzazioni di Cordileone sul sesso fuori dal matrimonio e sulle relazioni omosessuali viste come il "male supremo", riportando inoltre come Cordileone avesse contribuito a formare "un'atmosfera di divisione e intolleranza" nell'arcidiocesi. L'arcidiocesi ha risposto dicendo che tali affermazioni rappresentavano una "cattiva interpretazione dello spirito dell'arcivescovo".

## Araldica
| Stemma | Descrizione                                              | Blasonatura |
|        | Salvatore Joseph Cordileone Arcivescovo di San Francisco | bipartito; al 1° le insegne dell'arcidiocesi di San Francisco, al 2° lo stemma personale del vescovo. Lo scudo, accollato a una croce astile d'oro, posta in palo, è timbrato da un cappello con cordoni e nappe di verde. Le nappe, in numero di venti, sono disposte dieci per parte, in quattro ordini di 1, 2, 3, 4. Sotto lo scudo, nella lista svolazzante d'argento, il motto in lettere maiuscole di nero: IN VERBO TUO. |

Lo stemma prescelto dal vescovo Cordileone è bipartito. La parte a destra è una rappresentazione grafica del suo cognome, di origini italiane, dove Cordileone è rappresentato letteralmente come Cor di leone, e mostra appunto nella parte superiore un leone rampante che tiene tra le zampe anteriori un cuore rosso. La parte inferiore mostra invece la figura di un granchio di rosso, riferimento alla pesca dei granchi, attività propria della famiglia Cordileone al suo arrivo in California, ma anche al compito del vescovo come "pescatore di uomini" (Luca, 5:10). Il granchio è inoltre un riferimento alla costellazione del Cancro, la quale è associata al mese di luglio, il mese dell'ordinazione di Cordileone al sacerdozio e della sua nomina a vescovo. Il motto, In verbo tuo, "Secondo la tua parola", è un riferimento alla risposta data da San Pietro nei vangeli: "Maestro, abbiamo faticato tutta la notte e non abbiamo preso nulla; ma sulla tua parola getterò le reti", quando venne invitato da Gesù: "Prendi il largo e calate le reti per la pesca" (Luca 5:4–5).

## Genealogia episcopale e successione apostolica
La genealogia episcopale è:
- Cardinale Scipione Rebiba
- Cardinale Giulio Antonio Santori
- Cardinale Girolamo Bernerio, O.P.
- Arcivescovo Galeazzo Sanvitale
- Cardinale Ludovico Ludovisi
- Cardinale Luigi Caetani
- Cardinale Ulderico Carpegna
- Cardinale Paluzzo Paluzzi Altieri degli Albertoni
- Papa Benedetto XIII
- Papa Benedetto XIV
- Cardinale Enrico Enriquez
- Arcivescovo Manuel Quintano Bonifaz
- Cardinale Buenaventura Córdoba Espinosa de la Cerda
- Cardinale Giuseppe Maria Doria Pamphilj
- Papa Pio VIII
- Papa Pio IX
- Cardinale Alessandro Franchi
- Cardinale Giovanni Simeoni
- Cardinale Antonio Agliardi
- Cardinale Basilio Pompilj
- Cardinale Adeodato Piazza, O.C.D.
- Cardinale Luigi Raimondi
- Arcivescovo John Robert Roach
- Vescovo Robert Henry Brom
- Arcivescovo Salvatore Joseph Cordileone

La successione apostolica è:
- Vescovo Michael Charles Barber, S.I. (2013)
- Vescovo Robert Francis Christian, O.P. (2018)